# 金関寿夫
金関 寿夫（かなせき ひさお、1918年2月17日 - 1996年7月6日）は、日本の英文学者・翻訳家。東京都立大学名誉教授。専門はアメリカ現代詩、先住民の詩。数多くの翻訳で知られる。

## 経歴
1918年、島根県松江市で生まれた。同志社大学文学部英文科に入学し、アメリカ文学および文化を専攻した。
神戸大学教授、旧・東京都立大学教授、駒澤大学教授を務めた。
アメリカの現代詩、口承詩に関する著作を多く書いており、詩人の谷川俊太郎と友人であった。

## 受賞・栄典
- 1992年：ガートルード・スタインを論じた『現代芸術のエポック・エロイク』で読売文学賞を受賞。

## 家族・親族
- 兄：金関丈夫は医師、人類学者。
- 甥：金関毅は医師。佐賀医科大学名誉教授。
- 甥：金関恕は考古学者。

## 著作
著書
- 『アメリカ現代詩ノート』研究社出版 1977
- 『アメリカ・インディアンの詩』中公新書 1977
- 『ナヴァホの砂絵：詩的アメリカ』小沢書店 1980
- 『アメリカは語る：第一線の芸術家たち』講談社現代新書 1983
- 『魔法としての言葉 アメリカ・インディアンの口承詩』思潮社 1988 
  - 選書化 平凡社ライブラリー 2000
- 『異神の国から 文学的アメリカ』南雲堂 1990
- 『現代芸術のエポック・エロイク：パリのガートルード・スタイン』青土社 1991
- 『雌牛の幽霊』 谷川俊太郎・遊牧民訳、思潮社 1997
- 『アメリカ現代詩を読む』思潮社 1997

訳書
- 『言語と人間』マックス・ブラック著、エンサイクロペディア ブリタニカ 日本支社 1968
- 『アリス・B.トクラスの自伝』ガートルード・スタイン著、筑摩書房 1971
  - 再版 筑摩叢書 1981
- 『クイニー』ホーテンス・キャリッシャー（英語版）著、中央公論社 1972
- 『Notes. 1971』クレス・オルデンバーグ著、エディシオンエパーヴ 1973
- 『あすはたのしいクリスマス』クレメント・ムーア（英語版）著、ほるぷ出版 1981
- 『百代の過客：日記にみる日本人』ドナルド・キーン著、朝日新聞社(朝日選書) 1984[1]
  - 文庫化 講談社学術文庫 2011
- 『北米インディアン悲詩』エドワード・カーティス著、横須賀孝弘共訳、アボック社出版局 1984
- 『続 百代の過客』ドナルド・キーン著、朝日新聞社(朝日選書) 1988
  - 文庫化 講談社学術文庫 2012
- 『人間だって空を飛べる：アメリカ黒人民話集』ヴァージニア・ハミルトン著、福音館書店 1989
- 『ハーメルンの笛ふき』サラ&ステファン・コリン著、ほるぷ出版 1989
- 『アメリカ・インディアンの神話：ナバホの創世物語』ポール・G.ゾルブロッド著、迫村裕子共訳、大修館書店 1989
- 『日本人の美意識』ドナルド・キーン著、中央公論社 1990
  - 文庫化 中公文庫 1999
- 『おれは歌だおれはここを歩く：アメリカ・インディアンの詩』福音館書店 1992
- 『声の残り：私の文壇交遊録』ドナルド・キーン著、朝日新聞社 1992
  - 文庫化 朝日文庫 1997
- 『ロバート・ブライ詩集』谷川俊太郎共訳、思潮社 1993
- 『このひとすじにつながりて』ドナルド・キーン著、朝日選書 1993
  - 文庫化 朝日文庫 2019
- 『森の生活』ヘンリー・D・ソロー著、佑学社 1993
- 『今日は死ぬのにもってこいの日』ナンシー・ウッド（英語版）著、めるくまーる 1996
- 『スナイダー詩集：ノー・ネイチャー』加藤幸子共訳、思潮社 1996
- 『ヴェネツィア・水の迷宮の夢』ヨシフ・ブロツキー著、集英社 1996

その他
- 『金関寿夫先生に聞く』東京大学アメリカ研究資料センター 1995

## 参考資料
- 角地幸男「金関先生のこと」『城西文学』金関寿夫先生追悼号、城西大学女子短期大学部文学会、85-93頁、1997年7月。CRID 1050282677773849600。ISSN 0917-8783。